# Дънкън Хамилтън
Дънкън Хамилтън (на английски: Duncan Hamilton) е бивш британски автомобилен състезател, пилот от Формула 1.
Роден е в Корк, Свободна ирландска държава на 30 април 1920 г.

## Формула 1
Дънкън Хамилтън прави своя дебют във Формула 1 в Голямата награда на Великобритания през 1951 г.
В световния шампионат записва 5 състезания, като не успява да спечели точки; състезава се за „Толбът Лаго“ и „ХУМ“.